# Taeyong
Lee Tae-yong (en hangul, 이태용; en hanja, 李泰容; romanización revisada, I Tae-yong; McCune-Reischauer, Yi T'aeyong; Seúl, 1 de julio de 1995), conocido simplemente como Taeyong, es un cantante, modelo, productor, compositor, coreógrafo y bailarín surcoreano. Debutó como integrante de NCT, dentro de las subunidades NCT U y NCT 127, respectivamente en 2016. Además, forma parte de SuperM, un supergrupo de SM Entertainment en asociación con Capitol Records, el cual debutó en octubre de 2019.

## Biografía y carrera

### 1995-2016: Primeros años y actividades predebut
Taeyong nació el 1 de julio de 1995 en Seúl, Corea del Sur. Asistió a la Escuela de Artes Escénicas de Seúl. A los 18 años, fue descubierto en la calle por un representante de SM Entertainment y se unió a la compañía después aprobar la audición, donde cantó el himno nacional. Fue presentado como miembro de SM Rookies, un equipo aprendices, el 2 de diciembre de 2013. 

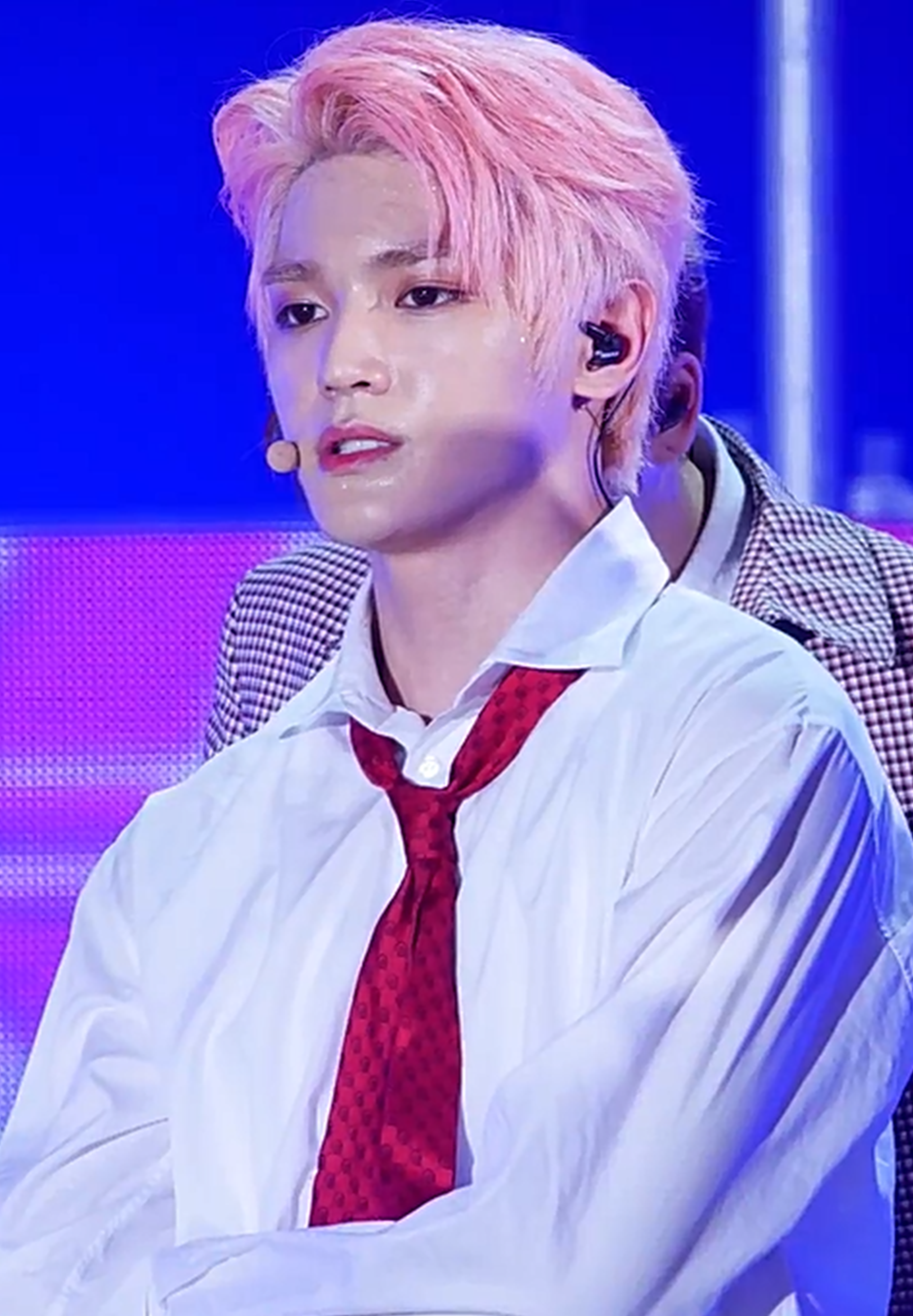
Lee actuando en The Show en julio de 2017.

 Al debutar, se le asignaron los roles de rapero principal y bailarín principal a pesar de que no tenía conocimiento en danza antes de su entrenamiento y su entrenador de baile expresó dudas sobre si sería capaz de ponerse al día. En 2014, se publicó un vídeo de Taeyong interpretando un fragmento de su canción «Open the Door» en el canal de YouTube de SM Town.  De agosto a octubre de 2014, apareció en el programa EXO 90:2014, donde protagonizó el remake de los videoclips de «Yo!» y «Missing You», interpretando la versión joven de Lay. Más tarde ese año, apareció en la canción «Be Natural» de Red Velvet. Fue acreditado en ambos lanzamientos como «SR14B Taeyong».

### 2016-2018: Debut en NCT, NCT U, y NCT 127
En abril de 2016, hizo su debut en NCT U con el sencillo «The 7th Sense», donde colaboró con la letra de la canción. Debido a su controvertido pasado, algunos internautas criticaron a SM Entertainment por permitir su debut en el grupo. En julio de ese año, volvió a debutar como miembro y líder de la subunidad NCT 127 con el miniálbum del mismo nombre, para el cual escribió dos canciones, incluyendo el sencillo principal «Fire Truck».
Para el segundo EP de la subunidad, Limitless, lanzado en enero de 2017, Lee coescribió las canciones «Good Thing», «Back 2 U (AM 01:27)», «Baby Don't Like It» y «Angel». La canción «Baby Don't Like It», marcó la primera vez que fue acreditado como compositor. El 4 de mayo de 2017, se anunció que lanzaría un sencillo colaborativo con el compositor Hitchhiker a través de SM Station. La canción fue titulada «Around» y fue lanzada el 12 de mayo, teniendo como letristas a Kim Boo-min y Taeyong. Lee colaboró en la composición de las canciones «Cherry Bomb», «Running 2 U», «0 Mile», «Whiplash» y «Summer 127», para el miniálbum Cherry Bomb lanzado en junio de 2017. Al mes siguiente, se presentó en Show! Music Core junto a Chungha, interpretando la canción «Why Don't You Know». El 1 de agosto, se anunció el lanzamiento de su sencillo «Cure» para el 5 de agosto, a través de SM Station en colaboración con Yoo Young-jin. Días después, lanzó la canción «Stay in my Life» para la banda sonora del drama School 2017, junto con Taeil y Doyoung.
El 14 de marzo de 2018 es lanzado el primer proyecto a gran escala de NCT y su primer álbum de estudio en conjunto, NCT 2018 Empathy, en donde Lee coescribe las canciones «Boss», «Baby Don't Stop», «Yestoday» (junto con su versión extendida) y «Black on Black».
 

También en marzo, fue presentado como miembro del programa de variedades Food Diary, producido por SM C&C, transmitido del 30 de mayo al 8 de agosto de 2018. 

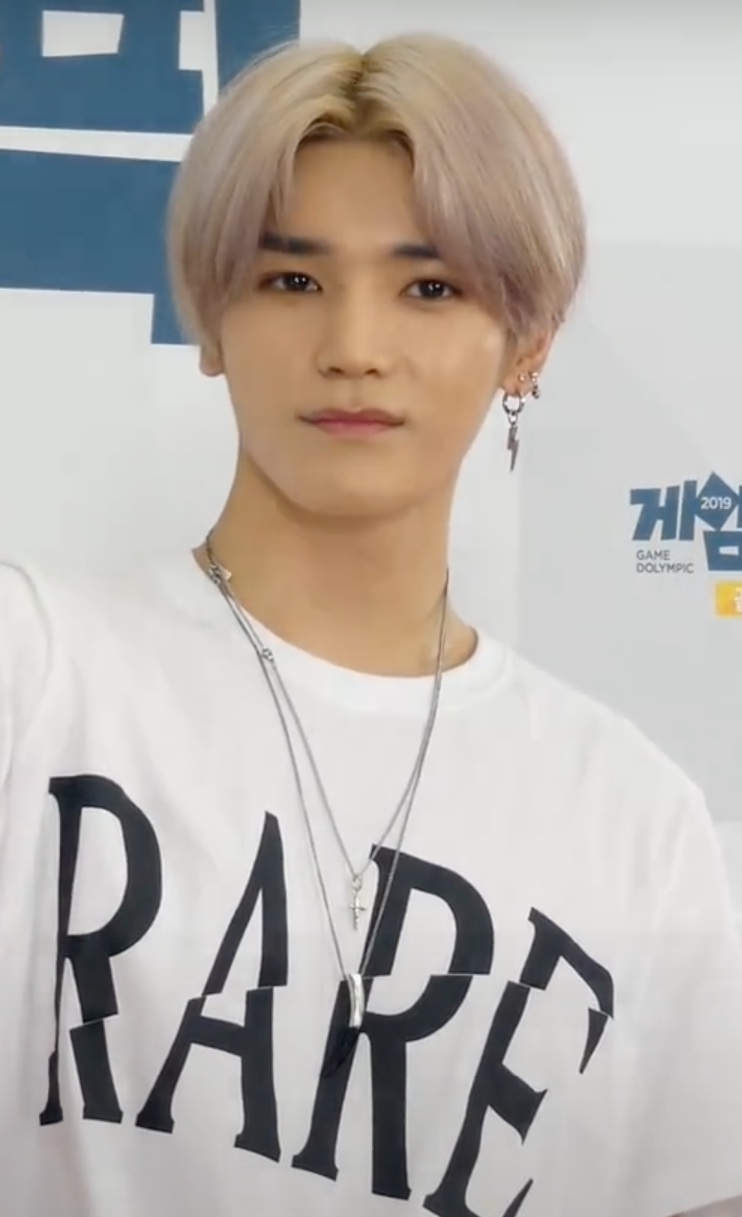
Lee en los Game Dolympic en junio de 2019.

 El programa detalla las aventuras de un elenco de «agricultores de la ciudad», que se encuentran en una granja creada para ellos, con el fin de preparar un plato para desde cero, comenzando por los animales y las semillas. Posteriormente, Taeyong participó en la canción «Time» del músico Hitchhiker, lanzada el 29 de agosto. La canción, en la cual también aparecen Hyoyeon y Sunny de Girls' Generation, se usó como tema para el desfile final del Spectrum Dance Music Festival, llevado a cabo el 8 y 9 de septiembre en el Jamsil Sports Complex en Seúl. Luego, Lee coescribe cuatro canciones para el primer álbum de estudio de NCT 127, Regular-Irregular, lanzado en octubre del mismo año, incluyendo el primer sencillo «Regular».  

### 2019-2020: Debut en SuperM y actividades grupales
En enero de 2019, apareció en el programa Star Road: NCT127, junto a los otros integrantes de NCT 127. 
Para el primer álbum japonés del grupo, titulado Awaken y lanzado en abril de 2019, Lee coescribió la canción «Lips». El 18 de julio, Taeyong lanzó el sencillo «Long Flight» como la última canción de la tercera temporada de SM Station. En agosto del mismo año, fue presentado como miembro de SuperM, junto con Taemin, Baekhyun, Kai, Ten, Lucas y Mark. SuperM debutó oficialmente el 4 de octubre de 2019, con el lanzamiento de un EP del mismo nombre. En el mismo mes, Taeyong y la cantante Punch colaboraron en una banda sonora para el drama Hotel del Luna. La canción, titulada «Love del Luna», es la decimotercera –y última– parte de la banda sonora. En noviembre, el cantante estadounidense Marteen, lanza su mixtape titulado 8, el cual contiene la canción «Mood» en colaboración con Taeyong. Con respecto a su colaboración con Taeyong, Marteen declaró: «Esta canción específicamente es optimista. Es muy divertida. No permite que nada se interponga en tu estado de ánimo y te estrese. Es un récord positivo y optimista. Yo pienso que [Taeyong] sería firme en eso». En el mismo mes, la voz de Taeyong fue añadida a los altavoces de inteligencia artificial «NUGU», desarrollados por SK Telecom y SM Entertainment.
En marzo del 2020, NCT 127 lanzó su segundo álbum de estudio, Neo Zone. Taeyong coescribió 3 canciones para el álbum, que incluyen «Love Song», «Mad Dog», y «Pandora's Box». El álbum alcanzó gran éxito comercial y debutó en la posición 5 en el Billboard 200 de Estados Unidos, alcanzando más de un millón de copias vendidas en Corea del Sur junto con su repackage, Neo Zone: The Final Round. En septiembre del mismo año, SuperM lanzó su primer álbum de estudio, Super One, para el cual Taeyong coescribió «Together at Home», junto con Mark. En el mismo mes se anuncia el segundo proyecto a gran escala de NCT, NCT 2020: Resonance, donde se confirma a Taeyong como el líder de NCT en conjunto. 

### 2021–presente: Actividades en solitario y debut como solista
En marzo de 2021, Lee abre su propia cuenta de SoundCloud, donde lanza el demo de su sencillo «Dark Clouds», junto con su rémix. Desde entonces, ha lanzado demos de diversos sencillos a la plataforma, entre ellos «GTA1» y «GTA2», «Blue», «Monroe» (junto a Baekhyun de EXO), «Rose» (junto a Seulgi de Red Velvet) y «Swimming Pool». En agosto, Taeyong participa como juez en el programa de baile Street Woman Fighter, que alcanzó gran popularidad a nivel nacional. Luego, hace su aparición como juez en el spin-off del programa, Street Dance Girls Fighter, junto con su compañero de grupo, Mark.
En marzo de 2022, Taeyong participó como artista invitado en la canción «Diamond» de Suran. Más tarde, Taeyong abrió su propio canal de YouTube TY Track, donde compartió videos de interpretaciones de sus canciones «Lonely» (feat. Suran) y «Ghost». El 14 de abril, Taeyong lanzó el sencillo «Love Theory» junto a Wonstein para SM Station, en el que participó en la composición. En junio de 2022, Taeyong participó como presentador en otro reality show de Mnet, Any Body Can Dance.
En junio de 2023, Taeyong realizó su debut oficial como solista con el EP Shalala, convirtiéndolo en el primer solista dentro de su grupo NCT.
En febrero de 2024, tras su primer concierto en solitario <TY Track>, Taeyong lanzó su segundo EP Tap. El "miniálbum" —de seis pistas coescritas por Taeyong— ocupó el primer lugar en las listas de iTunes Top Albums en 33 regiones de todo el mundo.

## Imagen
En el programa Heard It Through the Grapevine, Hong Seok-cheon se refirió a Taeyong como «el miembro más atractivo de NCT».

## Anuncios
En noviembre de 2017, Taeyong se convirtió en modelo para la marca de bebidas tailandesa est PLAY, junto con Ten. El dúo viajó a Tailandia el 27 de noviembre para una conferencia de prensa de la marca, para más de 150 periodistas.

## Controversias
En diciembre de 2014, fue el centro de una controversia de estafa, donde los internautas expusieron varios informes de Taeyong, en un sitio web llamado Joonggonara, donde se pueden comprar y vender artículos de segunda mano, similar a eBay. SM Entertainment confirmó más tarde que Taeyong, cuando era joven, publicó comentarios en línea, que contenían lenguaje soez sobre un grupo de estudiantes japoneses. En los mensajes, Taeyong usa repetidamente la palabra «retardo» y otras palabras obscenos y se reveló que había engañado a varias personas para venderles figurillas rotas o dañadas, cobrando precios irrazonables. En julio de 2016, durante la emisión de NCT Life, Taeyong se disculpó por los errores que cometió.
En febrero de 2017, se reveló que las comunidades masculinas intentaron «arruinar» su imagen compartiendo historias falsas. En el primer escándalo, luego de enviar cierto producto, el comprador expresó su descontento y pidió la devolución del dinero –que fue devuelto–, por lo que no hubo incumplimiento y nunca envió ladrillos como se lo había acusado. Además de estas historias, la gente también inventó que Taeyong enviaba cajas vacías; que tomó el dinero de los compradores y desapareció. Taeyong y el comprador simplemente se pelearon. Taeyong dijo que se reuniría con el comprador en otro momento en Sindorim para entregar las otras partes de la figura. Nunca hubo un incumplimiento. La única parte verdadera de toda esta historia fue que Taeyong envió las figuras de acción de Gundam defectuosas, pero los compradores solo pagaron parte de lo acordado. Las otras dos historias –sobre enviar ladrillos y desaparecer con el dinero– fueron inventadas por personas que ocultaron evidencia real sobre todo el escándalo de las figuras de acción de Gundam, manipulando la historia para que Taeyong se hiciera pasar por un criminal. Después de que se extendió el escándalo, SM hizo que Taeyong se disculpara y escribió un artículo sobre el tema. Básicamente, estas personas leyeron las publicaciones de Taeyong en los cibercafés y decidieron emitir pruebas y hechos falsos, lo que lo convirtió en un escándalo. Y sobre los insultos enviados a las presuntas víctimas, nunca sucedió. Fueron mensajes enviados por un miembro del cibercafé a Taeyong. Ambos se insultaban el uno al otro y tenían una discusión en línea; pero la gente dijo que Taeyong envió estos mensajes a la persona que «recibió ladrillos», lo cual es falso.

## Discografía

### Canciones
| Título                                                                                 | Año                    | Mejor posición         | Mejor posición         | Ventas                 | Álbum                             |
| Título                                                                                 | Año                    | COR                    | US World               | Ventas                 | Álbum                             |
| Como artista principal                                                                 | Como artista principal | Como artista principal | Como artista principal | Como artista principal | Como artista principal            |
| -------------------------------------------------------------------------------------- | ---------------------- | ---------------------- | ---------------------- | ---------------------- | --------------------------------- |
| «Around» (con Hitchhiker)                                                              | 2017                   | —                      | —                      | N/A                    | Sin álbum                         |
| «함께 (Cure)» (con Yoo Young-jin)                                                      | 2017                   | —                      | —                      | N/A                    | Sin álbum                         |
| «Long Flight»                                                                          | 2019                   | —                      | 6                      | N/A                    | Sin álbum                         |
| «Zoo» (con Hendery, Jeno, Yang Yang, y Giselle)                                        | 2021                   | —                      | —                      | N/A                    | 2021 Winter SM Town: SMCU Express |
| Como artista invitado                                                                  |                        |                        |                        |                        |                                   |
| «Be Natural» (Red Velvet ft. SR14B Taeyong)                                            | 2014                   | 33                     | 6                      | - COR: 65 820+         | Sin álbum                         |
| «Time» Hitchhiker con Sunny, Hyoyeon y Taeyong)                                        | 2018                   | —                      | —                      | N/A                    | Sin álbum                         |
| Sencillos promocionales                                                                |                        |                        |                        |                        |                                   |
| «Open the Door»                                                                        | 2014                   | —                      | —                      | N/A                    | Sin álbum                         |
| Colaboraciones                                                                         |                        |                        |                        |                        |                                   |
| «City Lights» (夜話) (U-Know ft. Taeyong)                                              | 2018                   | —                      | —                      | N/A                    | New Chapter #2: The Truth of Love |
| «Love Theory» (Taeyong ft. Wonstein)                                                   | 2022                   | —                      | —                      | N/A                    | Sin álbum                         |
| Bandas sonoras                                                                         |                        |                        |                        |                        |                                   |
| «Stay in my Life» (con Taeil y Doyoung)                                                | 2017                   | —                      | —                      | N/A                    | School 2017 OST Part 4            |
| «Love del Luna» (con Punch)                                                            | 2019                   | 46                     | —                      | N/A                    | Hotel del Luna OST Part 13        |
| «—» indica que el lanzamiento no se posicionó en la lista o no se lanzó en esa región. |                        |                        |                        |                        |                                   |

### Lanzamientos no-comerciales
| Título                | Año  | Artista invitado | Ref.   |
| --------------------- | ---- | ---------------- | ------ |
| «Dark Clouds»         | 2021 |                  |        |
| «Dark Clouds (Remix)» | 2021 |                  |        |
| «GTA 1»               | 2021 | [ 61 ]           |        |
| «GTA 2»               | 2021 | [ 62 ]           |        |
| «Blue»                | 2021 | [ 63 ]           |        |
| «Monroe»              | 2021 | Baekhyun         | [ 64 ] |
| «Rose»                | 2021 | Seulgi           | [ 65 ] |
| «Swimming Pool»       | 2021 |                  | [ 66 ] |
| «Lonely»              | 2022 | Suran            | [ 67 ] |

### Composiciones
| Año                                          | Canción               | Artista                  | Álbum                                        | Compositores asociados                                                 |
| -------------------------------------------- | --------------------- | ------------------------ | -------------------------------------------- | ---------------------------------------------------------------------- |
| 2017                                         | «Baby Don't Like It»  | NCT 127                  | NCT #127 LIMITLESS – The 2nd Mini Album      | Jamil "Digi" Chammas, G.Soul, Tay Jasper, MZMC, Jonathan Perkins, Mark |
| 2018                                         | «City 127»            | NCT 127                  | NCT #127 Regular-Irregular – The 1st Album   | The Stereotypes, Micah Powell, Clarence Coffee Jr.                     |
| 2019                                         | «No Manners»          | SuperM                   | SuperM –The 1st Mini Album                   | Jonathan Santana, Shae Jacobs, Tyler Holmes                            |
| 2021                                         | «Dark Clouds»         | Taeyong                  | N/A1                                         | N/A                                                                    |
| 2021                                         | «Dark Clouds (Remix)» | Taeyong                  | N/A1                                         | N/A                                                                    |
| 2021                                         | «GTA 1»               | Taeyong                  | N/A1                                         | N/A                                                                    |
| 2021                                         | «GTA 2»               | Taeyong                  | N/A1                                         | N/A                                                                    |
| 2021                                         | «Blue»                | Taeyong                  | N/A1                                         | N/A                                                                    |
| 2021                                         | «Monroe»              | Taeyong (feat. Baekhyun) | N/A1                                         | N/A                                                                    |
| 2021                                         | «Rose»                | Taeyong (feat. Seulgi)   | N/A1                                         | N/A                                                                    |
| 2021                                         | «Swimming Pool»       | Taeyong                  | N/A1                                         | N/A                                                                    |
| 2021                                         | «Amino Acid»          | NCT 127                  | Banda Sonora Original de Analog Trip NCT 127 | Royal Dive                                                             |
| 2022                                         | «Diamonds»            | Suran (feat. Taeyong)    | FLYIN’ PART 1                                | Suran, Zayson, Brian Cho                                               |
| 2022                                         | «Love Theory»         | Taeyong (feat. Wonstein) | N/A                                          | Wonstein, Zayson                                                       |
| (1) Lanzamiento independiente en SoundCloud. |                       |                          |                                              |                                                                        |

## Filmografía

### Programas de televisión
| Año  | Título               | Canal | Notas   | Ref.   |
| ---- | -------------------- | ----- | ------- | ------ |
| 2014 | EXO 90:2014          | Mnet  | Regular | [ 8 ]  |
| 2018 | Food Diary           | tvN   | Regular |        |
| 2021 | Street Woman Fighter | Mnet  | Juez    | [ 68 ] |
| 2022 | Any Body Can Dance   | Mnet  | MC      | [ 69 ] |

## Videografía
| Como artista principal          | Como artista principal | Como artista principal | Como artista principal           |
| Año                             | Canción                | Otro(s) artista(s)     | Notas                            |
| ------------------------------- | ---------------------- | ---------------------- | -------------------------------- |
| 2014                            | «Open the Door»        | N/A                    |                                  |
| 2017                            | «Around»               | Hitchhiker             |                                  |
| 2017                            | «함께 (Cure)»          | Yoo Young-jin          |                                  |
| Como artista invitado           |                        |                        |                                  |
| 2014                            | «Be Natural»           | Red Velvet             |                                  |
| Bandas sonoras                  |                        |                        |                                  |
| 2017                            | «Stay in my Life»      | Taeil, Doyoung         | Contiene escenas de School 2017. |
| Apariciones en vídeos musicales |                        |                        |                                  |
| 2014                            | «Yo!»                  | Shinhwa                | Remake para EXO 90:2014.         |
| 2014                            | «Missing You»          | Fly to the Sky         | Remake para EXO 90:2014.         |